# グアンツァーテ
グアンツァーテ（イタリア語: Guanzate）は、イタリア共和国ロンバルディア州コモ県にある、人口約5,700人の基礎自治体（コムーネ）。

## 地理

### 位置・広がり
コモ県のコムーネ。県都コモから南南西へ11kmの距離にある。

#### 隣接コムーネ
隣接するコムーネは以下の通り。
- アッピアーノ・ジェンティーレ
- ブルガログラッソ
- カドラーゴ
- カッシーナ・リッツァルディ
- チリーミド
- フェネグロ
- フィーノ・モルナスコ
- ロマッツォ
- ヴェニアーノ

### 地震分類
イタリアの地震リスク階級 (it) では、4 に分類される
。